# Львовские Отрубы
Львовские Отрубы (укр. Львівські Отруби) — село в Тягинской сельской общине Бериславского района Херсонской области Украины. 
В 2022 году, во время вторжения России в Украину, село было захвачено. Освобождено ВСУ в ноябре 2022 года в ходе контрнаступления в Херсонской области.
Почтовый индекс — 74323. Телефонный код — 5546. Код КОАТУУ — 6520680602.

## Население
Население по переписи 2001 года составляло 126 человек.

### Языковой состав
Родной язык населения по данным переписи 2001 года:
| Язык       | Численность, чел. | Доля     |
| ---------- | ----------------- | -------- |
| Украинский | 113               | 89,68 %  |
| Русский    | 5                 | 3,97 %   |
| Другое     | 8                 | 6,35 %   |
| Итого      | 126               | 100,00 % |

## Местный совет
74323, Херсонская обл., Бериславский р-н, с. Высокое, ул. Широкая, 2